# 텔란트로푸스 카펜시스
텔란트로푸스 카펜시스(Telanthropus Capensis)는 남아프리카 슈와르트크란스에서 발견된 기원전 150만년 경의 하악골 화석 SK 15가 대표적이다. 또한 처음에는 오스트랄로피테쿠스의 일종으로 분류되었으나, 나중에 호모 에렉투스로 분류되었다. 따라서 호모 에렉투스 카펜시스로도 부른다.

## 개요
SK 15라고 명명된 아래턱뼈의 화석으로 대표되는 화석인류. 1949년 남아프리카 공화국 요하네스버그 남서쪽 슈와르트크란스의 동굴에서 레이몬드 다트의 영향을 받은 학자 J.T. 로빈슨이 지층을 발견하던 중 턱뼈를 발견하여 SK 15라고 명명하였다. 아래턱뼈는 굵고 튼튼하였다. 같은 동굴에서 로빈슨은 원인(猿人) 오스트랄로피테쿠스 아프리카누스와 파란트로부스의 화석을 함께 발견되었는데, 후기 파란트로푸스와 같은 지층에서 발견된 SK 15는 다른 화석들과 비교가 가능했는데, 이는 원인류에 비하여 턱뼈가 작고, 아래턱뼈의 아래위 가장자리가 평행이며 이빨이 작은 등 아래턱뼈와 비슷하므로 원인(猿人)과는 구별하여 텔란트로푸스 카펜시스(T. capensis)로 명명하였다.
그 뒤 이 종의 소속을 놓고 논쟁이 벌어지다가 1960년대에 오스트랄로피테쿠스로 분류되었으나 후에 호모 에렉투스와 비슷한 특징을 보이므로 호모 에렉투스로 분류되었다. 그러자 파란트로푸스 로부스투스와 같은 지층에서 발견된 점 때문에 원인(猿人)과 원인(原人)이 공존하고 있던 증거로서 한때 문제가 되기도 했다. 현재는 호모 에렉투스의 일종으로 분류하고 있다.